# Michael Wagener
Michael Wagener, född 1949, är en tysk producent, inspelningstekniker, mixare och musiker, som arbetat med band som Accept, Skid Row, Metallica, Poison, Alice Cooper, Janet Jackson, Queen, Mötley Crüe, Lordi och Ozzy Osbourne.

## Historia
Michael Wagener började sin karriär som musiker på gitarr tillsammans med tysken Udo Dirkschneider (senare i Accept). 1972 tog han sina första steg in i produktionsvärlden genom att arbeta på ett litet företag i Tyskland som tillverkade musikutrustning. 1979 byggde han sin egen studio, Tennessee Tonstudio, i Hamburg. Samma år träffade han sångaren Don Dokken, som bjöd in honom till USA. Här bodde han i samma hus som Dokken, managern Alan Niven och Bobby Blotzer från RATT och fick på så sätt en god inblick i alla aspekter av Los Angeles musikliv. 1980 fungerade han för första gången som inspelningstekniker och mixare i Amerika, dock för sina landsmän i Dokken. I början av 1980-talet följde också arbeten för bl.a. Mötley Crüe, Great White och Raven.
Under den tiden startade Wagener och Dirkschneider ett produktionsbolag i Tyskland vid namn Double Trouble, som först producerade små tyska band, men den första stora produktionen var Dokkens Breaking The Chains, som sålde guld. Sedan följde en platinaskiva med Accept.
Efter det här följde en framgångsrik karriär i USA och Dirkschneider hoppade snart av företaget. Wagener blev snabbt en av de hetaste namnen på 1980-talets heavy-metal-marknad och anlitades av de flesta stora artister i Amerika. Lustigt nog mixade han också en skiva för Janet Jackson, som var lite utanför hans normala område. Framgången fortsatte genom nästan hela 1990-talet, varefter hans sound inte längre var lika populärt och på 2000-talet har Wagener främst koncentrerat sig på mindre kända grupper.

## Diskografi
Som producent (i urval)
- Back On The Streets (Dokken, 1979)
- Restless And Wild (Accept, 1982)
- Adrenalin (Alex Parche Band, 1983)
- Out Of The Night (Great White, 1983)
- All For One (Raven, 1983)
- Breaking The Chains (Dokken, 1983)
- Great White (Great White, 1984)
- Wild Thing (X (band), 1984)
- Stay Hard (Raven, 1984)
- Ain’t Love Grand (X, 1985)
- Soldiers Under CMD (Stryper, 1985)
- Under Lock And Key (Dokken, 1985)
- Kane Roberts (Kane Roberts, 1986)
- Constrictor (Alice Cooper, 1986)
- Pride (White Lion, 1987)
- Fireworks (Bonfire, 1987)
- Skid Row (Skid Row, 1988)
- Point Blank (Bonfire, 1989)
- Pornograffiti (Extreme, 1990)
- Saigon Kick (Saigon Kick, 1990)
- Slave To The Grind (Skid Row, 1990)
- Dog Eat Dog (Warrant, 1992)
- Ozzmosis (Ozzy Osbourne, 1992)
- Jerusalem Slim (Jerusalem Slim)
- Disfunctional (Dokken, 1994)
- Predator (Accept, 1995)
- Who We Are (Outrage, 1996)
- Classical (Wolf Hoffman, 1997)
- Bring ‘Em Bach Alive (Sebastian Bach, 1998)
- Rise (Hair Of The Dog (band), 1999)
- One For All (Raven, 1999)
- Tribute (Randy Rhodes, 2000)
- Renegade (Hammerfall, 2000)
- Groovenics (Groovenics, 2000)
- Bleed For You (Titanium Black, 2003)
- End Of Days (Love Over Gravity, 2003)
- I’m Not You (Frans Mantra, 2004)
- Ogretones (King’s X, 2005)
- Bombshell (Hydrogyn, 2005)
- Babez For Breakfast (Lordi, 2010)